# عدسی (چشم)
عدسی یا لِنز (به انگلیسی: Lens) جزئی شفاف از ساختار چشم است که همراه با قرنیه، پرتوهای نور را شکسته و آن‌ها را بر روی شبکیه متمرکز می‌کند. عدسی به وسیلهٔ رشته‌هایی به ماهیچهٔ مژکی متصل شده است. به این ترتیب، عدسی با توجه به فاصلهٔ اجسام با چشم، نازک یا قطور می‌شود تا پرتوهای نور را به درستی بر روی شبکیه متمرکز کند و تصویری واضح ایجاد کند. به این اعمال تطابق می‌گویند.

تطابق: عدسی برای آن که بتواند پرتوهای نور را بر روی شبکیه متمرکز کند، هنگامی که نور از فاصلهٔ نزدیکی تابیده می‌شود قطور و کروی‌تر؛ و هنگامی که از فاصلهٔ دوری می‌تابد به حالت استراحت در می‌آید و نازک می‌شود.

## بیماری‌های وابسته به عدسی
- پیرچشمی: به علت افزایش سن، عدسی چشم سفت شده و انعطاف خود را از دست می‌دهد. به همین از قدرت تطابق آن کاسته می‌شود.
- آب مروارید: با افزایش سن ممکن است عدسی کدر شود و به تدریج بینایی کم شود.
- آستیگماتیسم: به علت صاف نبودن سطح عدسی یا قرنیه، پرتوهای نور به طور نامنظم به یکدیگر می‌رسند و روی یک نقطهٔ شبکیه متمرکز نمی‌شوند و تصویر واضحی به وجود نمی‌آورند.

## نگارخانه

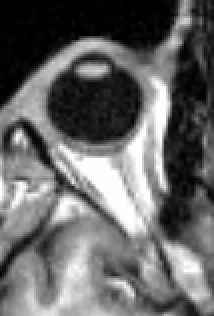
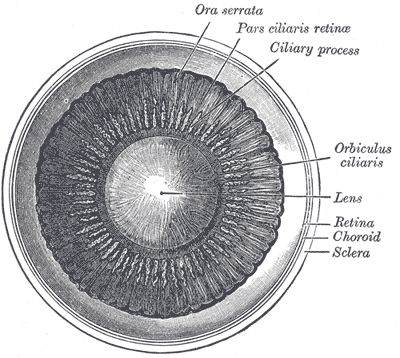
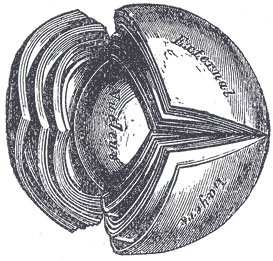
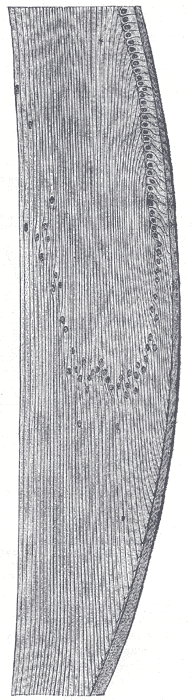